# Доња Бела Црква
Доња Бела Црква (мкд. Долна Бела Црква) је насеље у Северној Македонији, у јужном делу државе. Доња Бела Црква припада општини Ресан.

## Географија
Насеље Доња Бела Црква је смештено у југозападном делу Северне Македоније. Од најближег већег града, Битоља, насеље је удаљено 45 km западно, а од општинског средишта 15 јужно.
Доња Бела Црква се налази у области Горње Преспе, области која заузима виши део котлине Преспанског језера. Насеље је смештено у пољу северно од Преспанског језера. Поље је махом под воћем. Даље, ка истоку издиже планина Баба са врхом Пелистером. Надморска висина насеља је приближно 860 метара.
Клима у насељу је планинска због знатне надморске висине.

## Становништво
Доња Бела Црква је према последњем попису из 2002. године имала 237 становника. 
Претежно становништво у насељу су етнички Македонци (66%), а у мањини су Албанци (34%).
Већинска вероисповест је православље, а мањинска је ислам.